# Klaromontánský kodex

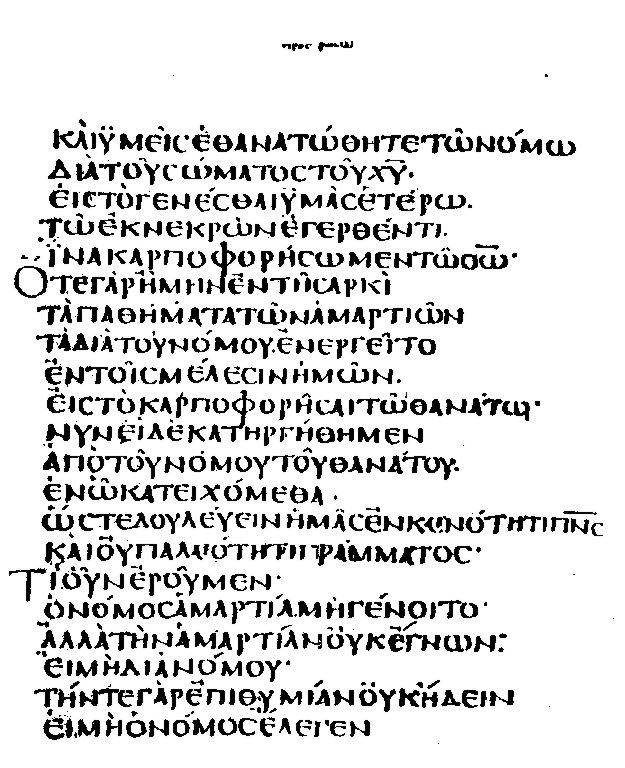
Sida ur Codex Claromontanus

Klaromontánský kodex (Codex Claromontanus, Gregory-Aland č. 06), označovaný obvykle písmenem Dp, je řecký pergamenový kodex pocházející z 6. století. Své jméno má podle města Clermont, kde se do roku 1656 kodex nacházel. Skládá se z celkem 533 listů. Kodex obsahuje text Listů apoštola Pavla.
Rozměry rukopisu jsou přesně čtvercové o straně 24,5 x 19,5 cm. Kodex je uložen v Bibliothèque nationale de France (Gr. 107, 107 AB).